# Verband Oldenburger Ballspielvereine
Der Verband Oldenburger Ballspielvereine (VOBV) war ein kurzlebiger Fußballverband aus der Stadt Oldenburg (Oldb).

## Geschichte
Der VOBV wurde am 20. Januar 1907 von den fünf Vereinen FC Oldenburg 1897, FV Germania Oldenburg, FC Osternburg 1903, FC Union Osternburg und Spiel und Sport Delmenhorst gegründet. Erster Vorsitzender des Verbandes war Ernst Schulze (FC Oldenburg).
Spieltechnisch unterstanden die Vereine des VOBV dem Verband Bremer Fußball-Vereine. Im 1905 gegründeten Norddeutschen Fußball-Verband (NFV) war der Bremer Verband auch für die Vereine aus Bremerhaven, Wilhelmshaven und Oldenburg zuständig. Die Oldenburger Vereine waren spätestens ab 1906 Mitglied im Verband Wilhelmshavener Ballspielvereine und gründeten erst 1907 einen eigenen Verband.
In den Spielen der Bezirksmeister 1907 verlor der FC Oldenburg mit 2:2 und 1:2 gegen Frisia Wilhelmshaven, der aber danach gegen den FC Bremerhaven-Lehe mit 2:8 verlor. Der Sieger spielte dann gegen den Bremer Bezirksmeister um den Titel.
1907 wurde der Oldenburger Verband als selbständige Organisation aufgelöst und bildete im NFV den Bezirk IX (Oldenburg, Wilhelmshaven und Delmenhorst, später Nordwest).

## Meister des Verbandes Oldenburger Ballspielvereine
- Saison 1906/07:
  - 1. Klasse: FC Oldenburg 1897